# Melha Bedia
Pour les articles homonymes, voir Melha et Bedia.
Melha Bedia, née le 22 décembre 1990 à Paris, est une actrice et humoriste française.

## Biographie
Melha Bedia naît d'un père originaire de Kabylie et d'une mère originaire d'Oran. Elle est la sœur cadette de l'acteur Ramzy Bedia.
Elle est allée à l'école Saint-Joseph à Asnières-sur-Seine (école privée catholique). Elle obtient un baccalauréat littéraire avec mention bien à l'âge de 16 ans.
Joueuse de football au PSG,, elle met un terme à cette carrière après le refus de sa mère qu'elle parte jouer à Cleveland.
Elle travaille alors avec la rappeuse Diam's, chargée de l'habillage et du stylisme. Cette dernière lui met également le pied à l'étrier en lui permettant de monter sur scène.
Devenue humoriste, Melha Bedia s'amuse sur scène de son surpoids ou encore de sa virginité.

## Carrière

### Début et rôles divers (2013-2020)
En 2013, Melha Bedia apparaît sur les écrans Canal+ avec la série Les Lascars, dans laquelle elle joue deux saisons. La même année, elle est une fille en colère dans un court-métrage onirique d'Ilan Cohen, Chat. L'année 2014 est également une année chargée en projets, puisqu'on la retrouve dans la série Ma pire angoisse, et au cinéma avec À toute épreuve. En 2015, elle partage l'écran avec José Garcia dans Tout schuss. Pattaya, une comédie loufoque permet de la voir de nouveau en 2016. En plus de ces projets, Melha Bedia joue aussi seule sur scène à Paris, à partir de 2015, un spectacle intitulé Fat & Furious.
Au cinéma, elle obtient des petits rôles plus ou moins importants dans les comédies comme Hibou (réalisé par son frère Ramzy) ou encore Bad Buzz.
Le 14 juin 2018, elle rejoint l'équipe de Yann Barthès dans Quotidien pour commenter avec humour la Coupe du monde de football 2018.
Dans Forte (2020) de Katia Lewkowicz, elle joue le rôle d'une jeune femme en surpoids, Nour, qui cherche à reprendre confiance en elle et retrouver une vie sentimentale en prenant des cours de pole-dance. En 2020, elle joue dans la comédie Tout simplement noir de Jean-Pascal Zadi.

### Depuis 2022
En 2022, Melha Bedia incarne, dans la comédie déjantée La Très Très Grande Classe, une professeure de français malmenée par ses élèves et prête à tout pour se faire muter dans un autre établissement. Les frère et sœur Ramzy et Melha Bedia sont au générique de la comédie Youssef Salem a du succès. Ce film, réalisé par Baya Kasmi, avec aussi Noémie Lvovksy, sort au cinéma le 18 janvier 2023. Après Forte, film sorti directement sur Amazon Prime Video, et la deuxième saison du jeu LOL : qui rit, sort ! sur la même plateforme, Ramzy Bedia partage, à nouveau, l'affiche d'un film avec sa sœur Melha.

### En 2025
Elle participe à l’émission Liars Club sur Amazon Prime Video.

## Filmographie

### Cinéma
- 2013 : Chat (court-métrage) de Ilan Cohen : la fille au téléphone
- 2014 : À toute épreuve d'Antoine Blossier : Fati
- 2016 : Tout schuss de Stéphan Archinard et François Prévôt-Leygonie : Brenda
- 2016 : Pattaya de Franck Gastambide : Boulette
- 2016 : Hibou de Ramzy Bedia : l'enquêtrice de WWF
- 2017 : Bad Buzz de Stéphane Kazandjian : la vendeuse migrante
- 2020 : Forte de Katia Lewkowicz : Nour
- 2020 : Tout simplement noir de Jean-Pascal Zadi : elle-même
- 2020 : Rentrons, court métrage de Nasser Bessalah : Nouria[réf. nécessaire]
- 2022 : La Très Très Grande Classe de Frédéric Quiring : Sofia
- 2023 : Youssef Salem a du succès de Baya Kasmi : Bouchra
- 2025 : Le Mélange des genres de Michel Leclerc : Sofia

### Télévision
- 2013-2014 : Les Lascars : Nora (2 épisodes)
- 2014 : Ma pire angoisse : la cliente (1 épisode)
- 2015 : Les Kassos : Sharon (1 épisode)
- 2018 : Mike (série OCS) : Lacrima
- 2022 : LOL : qui rit, sort ! sur Amazon Prime : participation
- 2022 : Miskina, la pauvre (série Prime Video) : Fara (également créatrice, scénariste et réalisatrice)

### Doublage
- 2019 : Blanche Neige, les souliers rouges et les 7 nains : Blanche Neige / Souliers rouges

## Spectacle
- 2017-2018 : Fat & Furious

## Radio
- Les Grosses Têtes sur RTL depuis le 31 mai 2018.

## Internet
- 2023 : Hot Ones, présentée par Kyan Khojandi
- 2023 : Small Talk, présentée par David Castello-Lopes